# Peter Lindforss
Peter Lindforss, folkbokförd Peter Henrik Lindfors, född 19 januari 1953 i Bromma församling, Stockholm, död 26 juli 2015 i Matteus församling, Stockholm, var en svensk poet, författare och översättare. 
Lindforss har bland annat skrivit texten till Mikael Rickfors Vingar.

## Biografi
Lindforss växte upp i en välbärgad familj bosatt nära Humlegården i Stockholm. Efter skolgång på Carlssons skola och gymnasiestudier utbildade Lindforss sig till journalist i Göteborg men återvände sedan till Stockholm. Han skrev bland annat för Expressen. Lindforss debuterade som poet 1976 med Vykort från sjuttiotalet. Samma år började han arbeta som översättare och översatte knappt hundra romaner, ofta pulp eller kioskdeckare, men även författare som Terry Pratchett.
Han var vän med Leonard Cohen och reste ofta i den grekiska övärlden. Lindforss skrev en bok om deras vänskap, Mannen som förstörde mitt liv (1981).
Lindforss arbetade även med låttexter och var bland annat en del av Mikael Rickfors projekt Grymlings i början av 1990-talet. Han arbetade även med Lill-Babs show Hon är jag och hade i uppdrag att skriva låttexter och mellansnack till Lena Dahlmans show Besatt IV i produktion av bland andra Alexandra Charles.
Mot slutet av sitt liv levde Lindforss som hemlös och hittades 2015 död i en port på baksidan till Filadelfiakyrkan i Stockholm. Hans diktsamling De långa resorna är över utgavs postumt 2023.
| ”                  | Juldikt Varje jul utför jag samma ceremoni. Jag inhandlar 1 flaska Jack Daniels och 8 flaskor Amarone rödvin. Till detta äter jag Apfenzeller ost, 85% mörk choklad, och röker 4 cigarrer av varierande sort. Mellandagarna tillbringar jag i sängen med iskallt vatten och valium. Lagom till nyår börjar jag promenera fasta och meditera igen. | „ |
| – Peter Lindforss. | |   |

### Översättningar
- White, James; Lindforss Peter (1976). Fångade i djupet. Kosmos, 99-0129616-1 ; 19. Stockholm: B. Wahlström. Libris 7244005. ISBN 91-32-41286-X
- Munslow, Bruce; Lindforss Peter (1976). Farlig jakt. Roulett-serien, 99-0129703-6 ; 30. Stockholm: B. Wahlström. Libris 7243932. ISBN 91-32-41203-7
- Marcott, James; Lindforss Peter (1976). Tiden är ute. Kometdeckaren, 99-0129331-6 ; 256. Stockholm: B. Wahlström. Libris 7244029. ISBN 91-32-41311-4
- Barry, Mike; Lindforss Peter (1976). Hårt spel i Havanna. Pocket-deckaren, 99-0129244-1 ; 33. Stockholm: B. Wahlström. Libris 7244061. ISBN 91-32-41346-7
- Webber, Tony; Lindforss Peter (1977). Lär mera om --- hästar. Malmö: Hemmets journal (bokförl.). Libris 8373582. ISBN 91-7300-434-0
- Pendleton, Don; Lindforss Peter (1977). Maffians terror. Pocket-deckaren, 99-0129244-1 ; 38. Stockholm: B. Wahlström. Libris 7244182. ISBN 91-32-41482-X
- Pendleton, Don; Lindforss Peter (1977). Döma till döden. Pocket-deckaren, 99-0129244-1 ; 36. Stockholm: B. Wahlström. Libris 7244135. ISBN 91-32-41427-7
- Jahn, Mike; Lindforss Peter (1977). Farligt möte. TV-deckaren, 99-0129702-8 ; 17Rockford ; 1. Stockholm: B. Wahlström. Libris 7244242. ISBN 91-32-41545-1
- Hulke, Malcolm; Mutimer Ray, Lindforss Peter (1977). Kolla ambassaden. Hemmets journals juniorpocket, 99-0138320-X ; 1Roger Moore och Spårhundarna ; 1. Malmö: Hemmets journal. Libris 7633148. ISBN 91-7300-630-0
- Heatter, Basil; Lindforss Peter (1977). Leva för hämnd. Kometdeckaren, 99-0129331-6 ; 261. Stockholm: B. Wahlström. Libris 7244277. ISBN 91-32-41585-0
- Cody, James P.; Lindforss Peter (1977). En farlig man. Hemligt uppdrag, 99-0129621-8 ; 49. Stockholm: B. Wahlström. Libris 7244234. ISBN 91-32-41537-0
- Chastain, Thomas; Lindforss Peter (1977). Explosivt hot. Manhattan-böckerna, 99-0129330-8 ; 303. Stockholm: B. Wahlström. Libris 7244137. ISBN 91-32-41429-3
- Chastain, Thomas; Lindforss Peter (1977). Explosivt hot. Manhattan-böckerna, 99-0129330-8 ; 303. Stockholm: B. Wahlström. Libris 7244137. ISBN 91-32-41429-3
- Ashford, Jeffrey; Lindforss Peter (1977). Tvingad till brott. Kometdeckaren, 99-0129331-6 ; 263. Stockholm: B. Wahlström. Libris 7244293. ISBN 91-32-41601-6
- Smyth, Robin; Mutimer Ray, Lindforss Peter (1978). AB Stöldligan. Hemmets journals juniorpocket, 99-0138320-X ; 3Roger Moore och spårhundarna ; 2. [Malmö]: [Hemmets journal]. Libris 7633150. ISBN 91-7300-632-7
- Osborne, Beresford; Lindforss Peter (1978). Farlig gräns. Hemligt uppdrag, 99-0129621-8 ; 57. Stockholm: B. Wahlström. Libris 7244580. ISBN 91-32-41896-5
- Miller, Victor B.; Lindforss Peter (1978). Utsedd att dö. Pocket-deckaren, 99-0129244-1 ; 45. Stockholm: B. Wahlström. Libris 7244401. ISBN 91-32-41709-8
- Hughes, Fielden; Mutimer Ray, Lindforss Peter (1978). Uppdrag till sjöss. Hemmets journals juniorpocket, 99-0138320-X ; 5Roger Moore och spårhundarna ; 3. [Malmö]: [Hemmets journal]. Libris 7633152. ISBN 91-7300-634-3
- Hays, Lee; Lindforss Peter (1978). Dödlig dos. Pocket-deckaren, 99-0129244-1 ; 47. Stockholm: B. Wahlström. Libris 7244574. ISBN 91-32-41890-6
- Gray, Dulcie; Mutimer Ray, Lindforss Peter (1978). Nyfiken i en strut. Hemmets journals juniorpocket, 99-0138320-X ; 11Roger Moore och spårhundarna ; 4. [Malmö]: [Hemmets journal]. Libris 7633154. ISBN 91-7300-636-X
- Hitchcock Alfred, red (1978). En dödlig samling sa Alfred Hitchcock. Månadsdeckaren, 99-0104634-3 ; 214. Stockholm: B. Wahlström. Libris 7242271. ISBN 91-32-30794-2
- Chase, James Hadley; Lindforss Peter (1978). Fara för livet. Manhattan-böckerna, 99-0129330-8 ; 324. Stockholm: B. Wahlström. Libris 7244604. ISBN 91-32-41920-1
- Pendleton, Don; Lindforss Peter (1979). Maffians offer. Pocket-deckaren, 99-0129244-1 ; 50. Stockholm: B. Wahlström. Libris 7244645. ISBN 91-32-41961-9
- Mitchell, James; Lindforss Peter (1979). Fullmakt att döda. Hemligt uppdrag, 99-0129621-8 ; 59. Stockholm: B. Wahlström. Libris 7244654. ISBN 91-32-41970-8
- Miller, Victor B.; Lindforss Peter (1979). Vapenstölden. Pocket-deckaren, 99-0129244-1 ; 53. Stockholm: B. Wahlström. Libris 7244676. ISBN 91-32-41992-9
- Masterton, Graham; Lindforss Peter (1979). De tretton djävlarna. Kalla kårar, 99-0129617-X ; 54. Stockholm: B. Wahlström. Libris 7245873. ISBN 91-32-50105-6
- Grant, James; Lindforss Peter (1979). Den sista stöten. Kometdeckaren, 99-0129331-6 ; 278. Stockholm: B. Wahlström. Libris 7245929. ISBN 91-32-50164-1
- Denver, Paul; Lindforss Peter (1979). Mord i minne. Pocket-deckaren, 99-0129244-1 ; 55. Stockholm: B. Wahlström. Libris 7245864. ISBN 91-32-50096-3
- Charles, Robert; Lindforss Peter (1979). Vem dödade Sandra Bishop?. Kometdeckaren, 99-0129331-6 ; 275. Stockholm: B. Wahlström. Libris 7245838. ISBN 91-32-50066-1
- Wilcox, Collin; Lindforss Peter (1980). Fara för eget liv. Manhattan-böckerna, 99-0129330-8 ; 352. Stockholm: B. Wahlström. Libris 7246206. ISBN 91-32-50456-X
- Zheng Shifeng, Tomašević Nebojša, red (1980). Den stora boken om Kina: alla regioner och autonoma provinser. Stockholm: Coeckelberghs. Libris 7653967. ISBN 91-7640-103-0
- Hitchcock Alfred, red (1980). Ordination mord sa dr. Alfred Hitchcock. Alfred Hitchcock ; 7. Stockholm: B. Wahlström. Libris 7246010. ISBN 91-32-50247-8
- Fox, Clayton; Lindforss Peter (1980). Väntan på hämnd. Pocket-deckaren, 99-0129244-1 ; 60. Stockholm: B. Wahlström. Libris 7246117. ISBN 91-32-50356-3
- Hitchcock Alfred, red (1980). Den enes död, den andres lik sa Alfred Hitchcock. Alfred Hitchcock ; 8. Stockholm: B. Wahlström. Libris 7246011. ISBN 91-32-50248-6
- Chase, James Hadley; Lindforss Peter (1980). Farliga bevis. Manhattan-böckerna, 99-0129330-8 ; 349. Stockholm: B. Wahlström. Libris 7246156. ISBN 91-32-50406-3
- Charles, Robert; Lindforss Peter (1980). Dödens dag. Kometdeckaren, 99-0129331-6 ; 281. Stockholm: B. Wahlström. Libris 7246086. ISBN 91-32-50323-7
- Butler, Michael; Shryack Dennis, Lindforss Peter (1980). Hetsjakten. Kometdeckaren, 99-0129331-6 ; 282. Stockholm: B. Wahlström. Libris 7246087. ISBN 91-32-50324-5
- Johnston, Ronald; Lindforss Peter (1981). Borrtorn 5 är sprängt!. Äventyr, 99-0129327-8 ; 54. Stockholm: B. Wahlström. Libris 7246417. ISBN 91-32-50680-5
- Strong, Michael; Lindforss Peter (1982). Röja ur vägen. Kometdeckaren, 99-0129331-6 ; 298. Stockholm: B. Wahlström. Libris 7246424. ISBN 91-32-50687-2
- Steiner, George; Lindforss Peter (1982). Adolf Hitlers sista resa (1. uppl). Stockholm: Coeckelberghs. Libris 7653977. ISBN 91-7640-212-6
- Pendleton, Don; Lindforss Peter (1982). Maffians onda lag. Kometdeckaren, 99-0129331-6 ; 299. Stockholm: B. Wahlström. Libris 7244727. ISBN 91-32-42044-7
- Daniels, Philip; Lindforss Peter (1982). Sista chansen. Kometdeckaren, 99-0129331-6 ; 297. Stockholm: B. Wahlström. Libris 7246622. ISBN 91-32-50910-3
- Cooke, William; Lindforss Peter (1982). Mördare utan namn. Manhattan-böckerna, 99-0129330-8 ; 372. Stockholm: B. Wahlström. Libris 7246620. ISBN 91-32-50908-1
- Wilcox, Collin; Lindforss Peter (1983). Kvinna funnen död. Manhattan-böckerna, 99-0129330-8 ; 382. Stockholm: B. Wahlström. Libris 7244794. ISBN 91-32-42118-4
- Striker, Randy; Lindforss Peter (1983). Nu ska någon dö. Kometdeckaren, 99-0129331-6 ; 303. Stockholm: B. Wahlström. Libris 7244823. ISBN 91-32-42154-0
- Levy, Elizabeth; Lindforss Peter (1983). Den mystiska rockstjärnan. Disney's ungdomsbokklubb, 99-0337115-2. Malmö: Hemmets journal. Libris 7657172. ISBN 91-7674-073-0
- Levy, Elizabeth; Lindforss Peter (1984). Den mystiska kapplöpningshästen. Disney's ungdomsbokklubb, 99-0337115-2. Malmö: Hemmets journal. Libris 7657178. ISBN 91-7674-079-X
- Pratchett, Terry; Lindforss Peter (1994). Herrskap och häxor: en roman om Skivvärlden. Stockholm: B. Wahlström. Libris 7243128. ISBN 91-32-31877-4
- Gilden, Mel; Lindforss Peter (1994). På jakt efter stjärnorna. Beverly Hills, 90210, 99-1557055-4B. Wahlströms ungdomsfavoriter, 99-1943090-0. Stockholm: B. Wahlström. Libris 7241208. ISBN 91-32-13589-0
- Steiner, Barbara; Lindforss Peter (1995). Fotografens hemlighet. B. Wahlströms ungdomsrysare, 99-1891193-X. Stockholm: B. Wahlström. Libris 7241299. ISBN 91-32-13689-7
- Pratchett, Terry; Lindforss Peter (1995). En man på sin vakt: [en roman om Skivvärlden]. Stockholm: B. Wahlström. Libris 7243213. ISBN 91-32-31990-8
- Pratchett, Terry; Lindforss Peter (1995). En man på sin vakt: [en roman om Skivvärlden]. Stockholm: B. Wahlström. Libris 7243213. ISBN 91-32-31990-8
- Pratchett, Terry; Lindforss Peter (1995). I lagens namn: en roman om Skivvärlden. Stockholm: B. Wahlström. Libris 7243179. ISBN 91-32-31938-X
- Keene, Carolyn; Lindforss Peter (1995). Kitty och det hundrade mysteriet. B. Wahlströms ungdomsböcker, 99-0117885-1 ; 2733. Stockholm: B. Wahlström. Libris 7241262. ISBN 91-32-13650-1
- Preston, Douglas; Child Lincoln, Lindforss Peter (1996). Relic. Stockholm: B. Wahlström. Libris 7243305. ISBN 91-32-32108-2
- Pratchett, Terry; Lindforss Peter (1996). Rörliga bilder: en roman om Skivvärlden. Wahlströms fantasy, 99-2256100-X. Stockholm: B. Wahlström. Libris 7243212. ISBN 91-32-31989-4
- Feist, Raymond E.; Wurts Janny, Lindforss Peter, Bellis Anders (1996). Imperiets dotter. Bok 3, Barbaren. Stockholm: B. Wahlström. Libris 2150742. ISBN 91-32-32106-6
- Feist, Raymond E.; Wurts Janny, Lindforss Peter, Bellis Anders (1996). Imperiets dotter. Bok 4, Kaos. Stockholm: B. Wahlström. Libris 2150743. ISBN 91-32-32107-4
- Feist, Raymond E.; Wurts Janny, Lindforss Peter (1996). Imperiets dotter. Bok 1, Maras list. Stockholm: B. Wahlström. Libris 2150740. ISBN 91-32-32023-X
- Feist, Raymond E.; Wurts Janny, Lindforss Peter (1996). Imperiets dotter. Bok 2, Maras hämnd. Stockholm: B. Wahlström. Libris 2150741. ISBN 91-32-32024-8
- Feist, Raymond E.; Wurts Janny, Lindforss Peter (1996-1997). Imperiets dotter. Wahlströms fantasy, 99-2256100-X. Stockholm: B. Wahlström. Libris 2150739
- Pratchett, Terry; Lindforss Peter (1997). Pyramidfeber: en roman om Skivvärlden. Wahlströms fantasy, 99-2256100-X. Stockholm: B. Wahlström. Libris 7243352. ISBN 91-32-32166-X
- Pratchett, Terry; Lindforss Peter (1997). I lagens namn: en roman om Skivvärlden. Wahlströms fantasy, 99-2256100-X (1. pocketuppl.). Stockholm: B. Wahlström. Libris 7245574. ISBN 91-32-43084-1
- Pratchett, Terry; Lindforss Peter (1997). Herrskap och häxor: en roman om Skivvärlden. BW-pocket, 99-0238597-4Wahlströms fantasy, 99-2256100-X (1. pocketuppl.). Stockholm: B. Wahlström. Libris 7245542. ISBN 91-32-43027-2
- Pratchett, Terry; Lindforss Peter (1997). Herrskap och häxor: en roman om Skivvärlden. BW-pocket, 99-0238597-4Wahlströms fantasy, 99-2256100-X (1. pocketuppl.). Stockholm: B. Wahlström. Libris 7245542. ISBN 91-32-43027-2
- Feist, Raymond E.; Wurts Janny, Lindforss Peter (1997). Imperiets dotter. Bok 6, Det förbjudna. Stockholm: B. Wahlström. Libris 2150745. ISBN 91-32-32163-5
- Feist, Raymond E.; Wurts Janny, Lindforss Peter (1997). Imperiets dotter. Bok 5, Magi. Stockholm: B. Wahlström. Libris 2150744. ISBN 91-32-32136-8
- Feist, Raymond E.; Wurts Janny, Lindforss Peter (1997). Imperiets dotter. Bok 2, Maras hämnd. Stockholm: B. Wahlström. Libris 2327837. ISBN 91-32-43053-1
- Feist, Raymond E.; Wurts Janny, Lindforss Peter (1997). Imperiets dotter. Bok 1, Maras list. Stockholm: B. Wahlström. Libris 2327836. ISBN 91-32-43051-5
- Deighton, Len; Lindforss Peter (1997). Tro. Stockholm: B. Wahlström. Libris 7243354. ISBN 91-32-32169-4
- Pratchett, Terry; Lindforss Peter (1998). En man på sin vakt: [en roman om Skivvärlden]. Wahlströms fantasy, 99-2256100-X (1. pocketuppl.). Stockholm: B. Wahlström. Libris 7245571. ISBN 91-32-43081-7
- Pratchett, Terry; Lindforss Peter (1998). Döden ligger lågt: en roman om Skivvärlden. Wahlströms fantasy, 99-2256100-X. Stockholm: B. Wahlström. Libris 7243450. ISBN 91-32-32279-8
- Pratchett, Terry; Lindforss Peter (1998). Bara du kan rädda mänskligheten. Wahlströms fantasy, 99-2256100-X. Stockholm: B. Wahlström. Libris 7243440. ISBN 91-32-32265-8
- Feist, Raymond E.; Lindforss Peter (1998). Ormkrigskrönikan. 1, Skuggan av en mörk drottning. Wahlströms fantasy, 99-2256100-X. Stockholm: B. Wahlström. Libris 2604833. ISBN 91-32-32273-9
- Deighton, Len; Lindforss Peter (1998). Tro (1. kart. uppl.). Stockholm: B. Wahlström. Libris 7243492. ISBN 91-32-32327-1
- Deighton, Len; Lindforss Peter (1998). Hopp. Stockholm: B. Wahlström. Libris 7243443. ISBN 91-32-32270-4
- Sachar, Louis; Lindforss Peter (1999). Ett hål om dagen. Stockholm: Bonnier Carlsen. Libris 7458647. ISBN 91-638-3706-4
- Pratchett, Terry; Lindforss Peter (1999). Spännande tider: en roman om Skivvärlden. Wahlströms fantasy, 99-2256100-X. Stockholm: B. Wahlström. Libris 7243526. ISBN 91-32-32370-0